# Anabolia appendix
Anabolia appendix là một loài Trichoptera trong họ Limnephilidae. Chúng phân bố ở miền Cổ bắc.